# 金港町
金港町（きんこうちょう）は、神奈川県横浜市神奈川区の町名。丁目の無い単独町名である。住居表示未実施。

## 地理
神奈川区南部の臨海部に位置し、横浜駅東口に近い。北西をJR東海道本線や京急本線の線路が通り、中央を国道1号や首都高速道路神奈川1号横羽線が通る。国道1号は金港橋で西区境の新田間川を渡り、その上部に首都高速の金港ジャンクションが構築されている。川沿いの、以前そごう横浜店の駐車場があった一角は大野町・栄町の各一部とともにポートサイド地区として再開発され、金港町にはそごうと直結する商業施設横浜ベイクォーターが建設された。町の北部は京急神奈川駅に近く、予備校や専門学校などがある。金港町の面積は0.163km2。2000年の国勢調査では人口は50人に満たなかったが、2010年11月時点では775世帯・1,548人が暮らす。

## 歴史

### 沿革
1944年（昭和19年）2月1日に、林町と高島通を合併して新設された。町名は「金川（神奈川）の港」「錦の港」からきており、
横浜港を意味する。
1966年（昭和41年）5月1日、入江地区・西区平沼地区の住居表示の実施に伴い、西区高島通の一部を編入する。
1978年（昭和53年）2月5日、幸ケ谷地区の土地区画整理事業に伴い、青木通と大野町の一部を金港町に編入し、金港町の一部を栄町に編入する。
1993年（平成5年）7月5日、大野町の一部を金港町に編入し、栄町との境界を変更する。

## 世帯数と人口
2025年（令和7年）6月30日現在（横浜市発表）の世帯数と人口は以下の通りである。
| 町丁   | 世帯数  | 人口    |
| ------ | ------- | ------- |
| 金港町 | 758世帯 | 1,532人 |

### 人口の変遷
国勢調査による人口の推移。
| 年                 | 人口  |
| ------------------ | ----- |
| 1995年（平成7年）  | 43    |
| 2000年（平成12年） | 46    |
| 2005年（平成17年） | 382   |
| 2010年（平成22年） | 1,587 |
| 2015年（平成27年） | 1,685 |
| 2020年（令和2年）  | 1,690 |

### 世帯数の変遷
国勢調査による世帯数の推移。
| 年                 | 世帯数 |
| ------------------ | ------ |
| 1995年（平成7年）  | 18     |
| 2000年（平成12年） | 21     |
| 2005年（平成17年） | 230    |
| 2010年（平成22年） | 822    |
| 2015年（平成27年） | 874    |
| 2020年（令和2年）  | 874    |

## 学区
市立小・中学校に通う場合、学区は以下の通りとなる（2024年11月時点）。
| 番地 | 小学校               | 中学校               |
| ---- | -------------------- | -------------------- |
| 全域 | 横浜市立幸ケ谷小学校 | 横浜市立栗田谷中学校 |

## 事業所
2021年（令和3年）現在の経済センサス調査による事業所数と従業員数は以下の通りである。
| 町丁   | 事業所数  | 従業員数 |
| ------ | --------- | -------- |
| 金港町 | 374事業所 | 14,547人 |

### 事業者数の変遷
経済センサスによる事業所数の推移。
| 年                 | 事業者数 |
| ------------------ | -------- |
| 2016年（平成28年） | 322      |
| 2021年（令和3年）  | 374      |

### 従業員数の変遷
経済センサスによる従業員数の推移。
| 年                 | 従業員数 |
| ------------------ | -------- |
| 2016年（平成28年） | 14,637   |
| 2021年（令和3年）  | 14,547   |

## 施設
- 横浜ベイクォーター
- TKPガーデンシティ横浜
- 横浜イーストスクエア
- 京急EXイン 横浜駅東口
- 相鉄フレッサイン横浜駅東口
- 金港ジャンクション（首都高速神奈川1号横羽線・首都高速神奈川2号三ツ沢線）

## その他

### 日本郵便
- 郵便番号 : 221-0056[3]（集配局：神奈川郵便局[21]）

### 警察
町内の警察の管轄区域は以下の通りである。
| 街区 | 警察署       | 交番・駐在所     |
| ---- | ------------ | ---------------- |
| 全域 | 神奈川警察署 | ポートサイド交番 |

## 参考資料
- 『県別マップル 神奈川県広域・詳細道路地図』2006年4刷 昭文社 ISBN 9784398626998
- ちず丸（昭文社）2010年12月13日閲覧
- “横浜市町区域要覧” (PDF).   横浜市市民局 (2016年6月). 2022年9月6日閲覧。